# 范红斌 (体操运动员)
范红斌（1975年—）是中国男子体操运动员。他在1996年夏季奥林匹克运动会中，参加了男子体操团体比赛并获得银牌。他也参加了1994年亚洲运动会体操比赛，共获两枚金牌。